# ペドロ・モレホン
ペドロ・モレホン（Pedro Morejón、1562年 - 1639年12月11日）は、スペインのイエズス会宣教師。

## 経歴・人物
カスティーリャ王国のメディナ・デル・カンポ（現在はカスティーリャ・イ・レオン州バリャドリッド県に所在）に生まれる。1578年に16歳でイエズス会士となり、1586年に当時役目を終え帰路にあった天正遣欧少年使節に会いポルトガル王国のリスボンより同行した。これによって1590年（天正18年）に彼らと共に長崎に来航する。
その後は当時京都で布教活動を行っていた同じイエズス会士のイタリア人宣教師のグネッキ・ソルディ・オルガンティノの後継者として同地を中心に布教活動を行う。しかし江戸時代となった1614年（慶長19年）に江戸幕府からキリスト教禁教令が発令されたことにより、離日を余儀なくされ日本人キリシタンの高山右近らと共にスペイン領東インド（現在のフィリピン）のマニラに居住した。同地に滞在中は右近が死去したことやベルナルディーノ・デ・アビラ・ヒロンが著した『日本王国記』に詳細な注釈をつけたこと、ポルトガル人宣教師のガブリエル・デ・マトスと共にローマに派遣されイエズス会の日本管区長に任命されたことといった様々な出来事に遭遇する。晩年はマカオに滞在し、同地で来日した宣教師や日本人キリシタンが殉教した記録を集めた『日本殉教録』を著した。
強盗団を率いた石川五右衛門に関する記録も残しており、彼の実在を証明する二次史料とされている。

## 著書
- A briefe relation of the persecution lately made against the Catholike Christians, in the Kingdome of Iaponia. （日本におけるカトリック教徒の迫害）